# 王齕
王齕（？—前244年），中国战国時期末期秦国秦昭襄王、秦庄襄王的将軍。

## 生平
公元前260年（秦昭襄王四十七年），討趙国、取上党。趙国反撃，秦国秘密派遣白起为上将軍增援，王齕为副将。長平之战，大破趙国。
公元前259年（秦昭襄王四十八年），代武安君白起，将兵討趙國，取皮牢。
公元前258年（秦昭襄王四十九年），为王陵攻打趙國邯鄲增軍，秦國罷免了王陵，以王齕为主将。
公元前257年（秦昭襄王五十年），邯鄲攻不下，王齕与汾城郊外的秦軍合流。其後，攻魏，斬首6千级，魏軍敗走，汾城攻克，和張唐攻克寧新中。
公元前247年（秦庄襄王三年），攻韓上党，为太原郡。魏国信陵君率领五国軍攻秦，蒙驁迎撃，失敗。秦軍退却河内之南的河外，联軍解散。
公元前244年（秦王政三年），王齕死。